# Virtual Self (EP)
Virtual Self é o extended play (EP) de estreia do produtor musical estadunidense Porter Robinson sob o pseudônimo Virtual Self. O EP foi lançado em 29 de novembro de 2017 como o primeiro lançamento da gravadora epônima Virtual Self. Virtual Self é um afastasmento do estilo do álbum de estreia de Robinson, Worlds, em favor de um som mais techno inspirado na dance music do final dos anos 90 e início dos anos 2000. Após o anúncio, prévias das faixas do EP foram disponibilizadas em um site anunciado pelo Twitter de Virtual Self. Nos Estados Unidos, Virtual Self vendeu 1.000 cópias em sua primeira semana de lançamento e atingiu a posição 21 na Heatseekers Albums.